# Teatro de Ópera y Ballet de Perm
El Teatro de Ópera y Ballet Chaikovski de Perm (Пермский академический театр оперы и балета имени Петра Ильича Чайковского, Teatro académico de ópera y ballet Piotr Ilich Chaikovski de Perm) es un teatro de ópera y ballet de la ciudad de Perm, en Rusia. 
Es uno de los más antiguos del país y se ha mantenido como centro de referencia durante toda su historia. Su compañía de ballet es una de las más famosas de Rusia. El teatro es denominado con frecuencia Casa de Chaikovski, y en su repertorio se incluyen 10 óperas y 3 ballets del compositor. 

## Historia

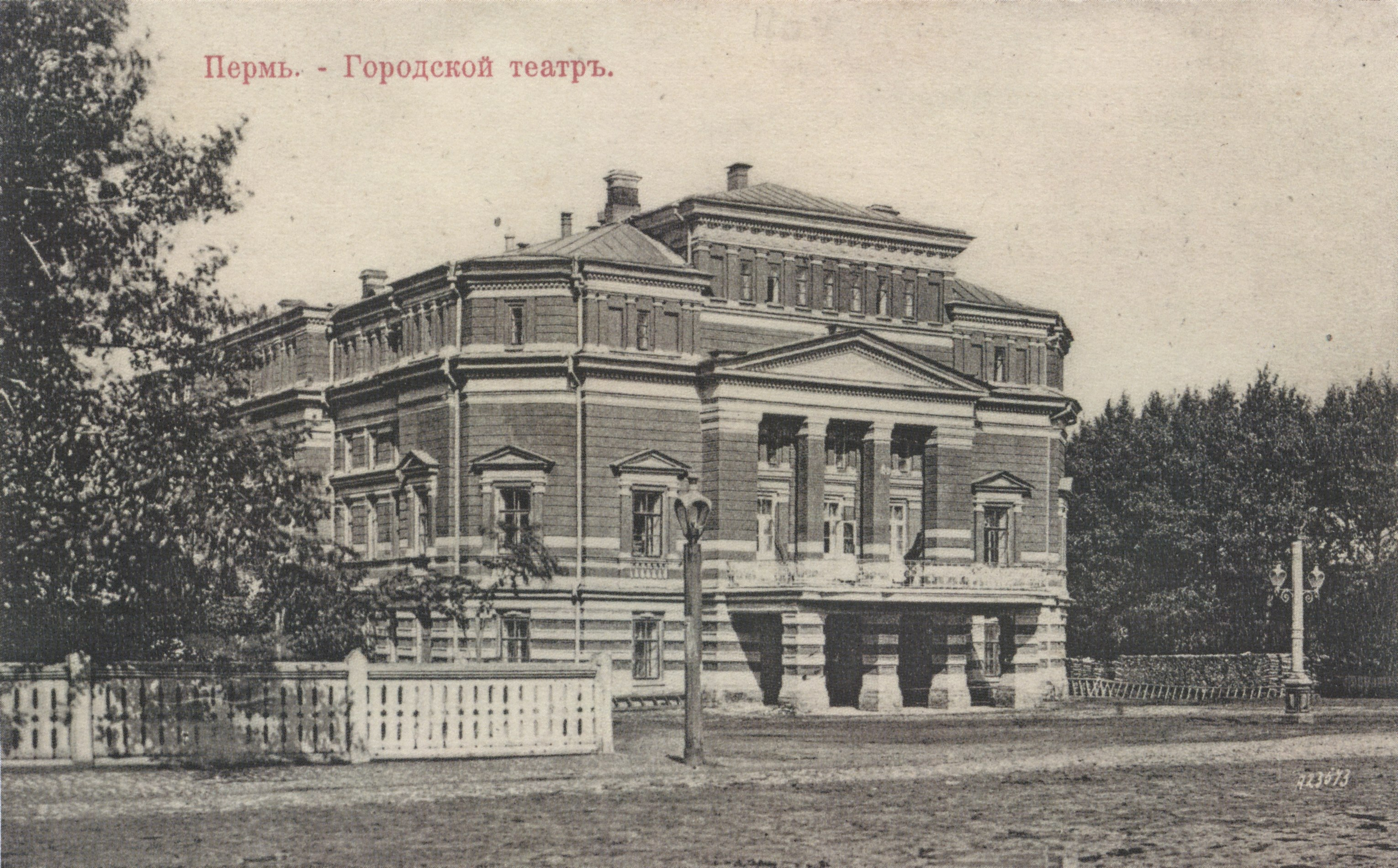
En la década de 1910.

El teatro fue inaugurado el 24 de noviembre de 1870 con la obra de Mijaíl Glinka Una vida por el zar. El edificio actual se construyó entre 1874 y 1879 y fue inaugurado en el invierno de 1879-1880. En 1896, recibió el patrocinio de l parlamento de la ciudad que decidió subvencionarles. Aida fue la primera representación con ayuda de la ciudad. La primera obra tras la Guerra civil rusa se representó el 20 de agosto de 1921 y en esa temporada se representaron El demonio, Fausto, Eugenio Oneguin, Borís Godunov, Rigoletto, El barbero de Sevilla, entre otras. A finales de esa década se había convertido en uno de los mayores centros operísticos de Rusia. Durante la Gran Guerra Patria actuó en él la compañía del Teatro Mariinski. En 1965, fue renombrado en honor a Chaikovski y en 1969 elevado al estatus de académico. El teatro fue premiado en 1984 por su representación de la obra de Serguéi Prokófiev Guerra y paz. Asimismo, la compañía ha recibido el premio La máscara de oro en diversas ocasiones.
Entre 2011 y 2019, la dirección artística del Teatro de Ópera y Ballet de Perm la desempeñaba Teodor Currentzis. Desde 2023, Vladímir Tkachenko es su director de orquesta principal.